# 保羅·帕克曼
保羅·道格拉斯·帕克曼（英語：Paul Douglas Parkman，1932年5月29日—2024年5月7日）是一名美國醫生科學家和病毒學家。他是德國麻疹疫苗的開發者之一。

## 早年生活和教育
帕克曼出生於紐約州奧本，父親斯圖爾特·帕克曼（Stuart Parkman）是一名郵政職員，母親瑪麗·帕克曼（Mary (Klumpp) Parkman）是一名家庭主婦。他和哥哥姊姊在紐約韋茲波特長大。帕克曼小時候患有過敏症和氣喘。1950年，他從韋茲波特中央學校畢業。
1955年，帕克曼與埃爾梅里納·萊昂納（Elmerina Leonardi）結婚，他在幼兒園時就認識了她。1957年，他獲得聖勞倫斯大學醫學預科學士學位和州立大學衛生科學中心醫學學位。他曾在紐約庫柏斯敦的瑪麗·伊莫金·巴塞特醫院實習，之後回到州立大學擔任兒科住院醫師。

## 職業生涯

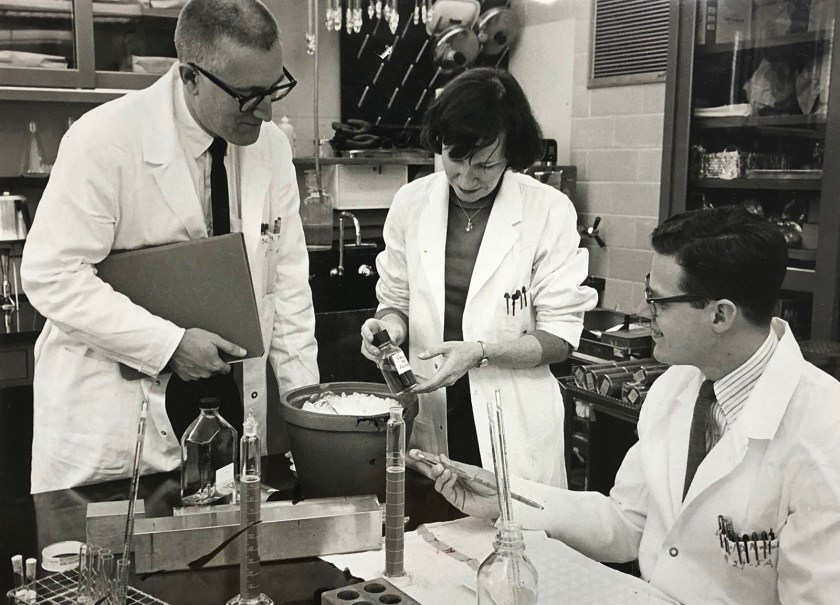
小哈里·M·邁耶（淺色頭髮）、帕克曼（深色頭髮）和生物製品標準部病毒免疫學實驗室的霍普·E·霍普斯在實驗室環境中處理德國麻疹抗原，約1965 年。

1960年，帕克曼加入美國陸軍醫療部，成為上尉。作為陸軍醫療部的一員，帕克曼曾在馬里蘭州銀泉的沃爾特里德陸軍研究所工作，在那裡他對病毒學產生了濃厚的興趣。他在沃爾特里德的團隊中發現並分離出德國麻疹病毒。軍隊對這項研究基本上不感興趣，因為德國麻疹對軍隊服役人員不構成威脅。然而，當帕克曼於1963年加入美國國家衛生院（NIH）時，他們對他的研究產生了興趣。
1965年，帕克曼和他的團隊開始在阿肯色州進行德國麻疹疫苗的臨床試驗。1966年，他和同事宣布研發出德國麻疹疫苗；1967年，他們又宣布研發出德國麻疹抗體檢測試劑。1969年，使用他們分離的病毒製成的疫苗獲得了商業許可。他和他的團隊並沒有將他們的專利營利化，而是希望疫苗能免費提供。
帕克曼成為美國國立衛生研究院普通病毒學主任。他擔任這一職務直到1972年該部門「被美國食品藥物管理局（FDA）吞併」。之後，他在FDA的生物製品評估與研究中心工作，並於1987年至1990年間擔任該中心主任。作為中心主任，他負責制定愛滋病檢測政策，批准了一種細菌性腦膜炎疫苗，並加強了對血庫的審查。帕克曼於1990年退休。
從FDA退休後，帕克曼曾在製藥公司和世界衛生組織擔任顧問，並於2010年代中期再次退休。

## 晚年生活
2021年，帕克曼倡導人們接種COVID-19疫苗。
2024年5月7日，帕克曼因急性淋巴性白血病在紐約奧本的家中去世，享年91歲。

## 影響
1988年，玻璃藝術家丹·戴利創作了一件玻璃青銅藝術品帕克曼花轎（Parkman Coupe），以紀念帕克曼與德國麻疹有關的工作。1999年，帕克曼和他的妻子將這件作品捐贈給史密森尼美國藝術博物館。
帕克曼是韋茲波特中心學校優秀畢業生獎的首位得主。